# Alicia Rico Forte
Alicia Rico Forte (Yecla, 1979) es una escritora española.

## Biografía
Le diagnosticaron un Linfoma de Hodgkin a los 26 años y creó un blog llamado Nadie dijo que fuera fácil, para contar su experiencia. En el año 2008 la sede de Murcia de la Asociación Española Contra el Cáncer (AECC) le propuso la publicación de un libro benéfico inspirado en su blog para ayudar a otros afectados de cáncer. Este libro se llamó Nadie dijo que fuera fácil. Cómo afrontar un Linfoma de Hodgkin. Posteriormente, en el año 2010, realizó un libro colectivo, en el que cada escritor explicaba su experiencia contra el cáncer desde su propio punto de vista, titulado A través de la ventana.
En su siguiente libro, Siempre que llovió, paró, Rico vuelve a tratar el tema del cáncer de una forma filosófica, relatando cómo se enfrentó a la ansiedad. Parte del libro fue escrito en Argentina, país natal de su marido, el músico y escritor Emanuel Menta. El prólogo fue realizado por la escritora murciana Marisa López Soria.
Como editora, en el año 2014 trabajó en el primer libro del yeclano José Martínez Ramírez, La fuga de mi prisión Mental, en el que Martínez cuenta de forma biográfica su experiencia a raíz de sufrir un trastorno esquizoafectivo. En el año 2015 editó el libro de la escritora Paula Marco, El barco perdido, el primero de la saga Los protectores, compuesta por El barco perdido, Los reyes del cielo, Arena teñida, y Fuego y Ceniza.
En el año 2020, publicó su primer libro ilustrado, La transparencia de un instante, que contiene ilustraciones de retratos en acuarela realizados por Rico. El prólogo también fue realizado por López.
En el año 2022, publicó su primer thriller psicológico, el cual tituló La sombra de un trato.

## Obra

### Como autora
- Nadie dijo que fuera fácil. Cómo afrontar un Linfoma de Hodgkin (2008, Diego Marín)[3]
- Siempre que llovió, paró (2013)[5]
- La transparencia de un instante (2020).[15] Libro ilustrado.
- La sombra de un trato (2022).[17]

### Como colaboradora
- A través de la ventana (2010, AEAL)[4]

### Como editora
- La fuga de mi prisión Mental (2014)[18]
- El barco perdido (2015)[9]